# Plagionotulus westringii
Plagionotulus westringii är en skalbaggsart som först beskrevs av Olof Immanuel von Fåhraeus 1892.
Plagionotulus westringii ingår i släktet Plagionotulus och familjen långhorningar. Artens utbredningsområde är Malawi, Moçambique och Zimbabwe. Inga underarter finns listade i Catalogue of Life.